# Kaiho Nakayama
Kaiho Nakayama (中山 開帆 Nakayama Kaiho?), född 11 januari 1993 i Fukuoka prefektur, är en japansk fotbollsspelare.
Nakayama började sin karriär 2019 i Giravanz Kitakyushu. 2020 flyttade han till Mito HollyHock.